# Klawisz funkcyjny

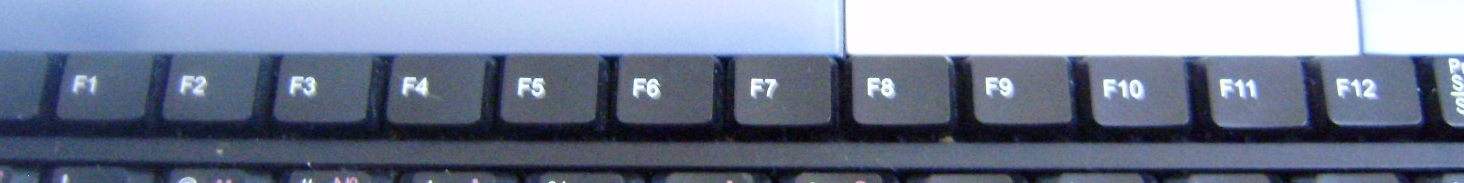
Klawisze funkcyjne

Klawisz funkcyjny (ang. function key) – przycisk klawiatury, opisany najczęściej od F1 do F12 (w klawiaturach Apple przed 2007 F1–F19), któremu jest przypisane określone znaczenie na gruncie konkretnych programów. Niektóre klawiatury terminala 3270 były wyposażone w 24 klawisze funkcyjne (F1–F24), po dwanaście w rzędzie. Obecnie większość emulatorów obsługuje „górny rząd” klawiszy funkcyjnych (F13–F24) jako ⇧ Shift+Fn (⇧ Shift dodaje 12 do numeru klawisza).

## F1
Klawisz F1 w systemie operacyjnym MS Windows i w wielu uniksowych środowiskach graficznych wywołuje informacje pomocnicze.

## F2
Klawisz ten w systemach Windows i różnych GUI linuksowych najczęściej służy do zmiany nazwy obiektu (np. folderu lub pliku). W niektórych programach pełni funkcję zapisania (np. dokumentu – Turbo Pascal). Kombinacja Alt+F2 odpowiada za opcję Wykonaj polecenie w środowiskach takich jak KDE czy GNOME.

## F3
Klawisz F3 działa jako „szukaj”; zarówno w przeglądarkach internetowych jak i w systemie MS Windows. W systemie MS DOS wkleja za znakiem zachęty poprzednie polecenie. W niektórych menedżerach okien wraz z klawiszem Alt wyświetla menu okna.

## F4
Klawisz F4 wraz z klawiszem Alt (Alt+F4) oznacza w systemie Windows i w wielu środowiskach uniksowych zamknięcie aplikacji. Z Ctrl umożliwia zamknięcie pojedynczego okna lub karty aplikacji. Powtarza ostatnie polecenie lub akcję, o ile to możliwe.

## F5
Klawisz F5 służy najczęściej do odświeżania okien, np. okna przeglądarki lub folderu. W programie Microsoft PowerPoint uruchamia prezentację. W wielu grach odpowiedzialny za funkcję szybkiego zapisu stanu.

## F6
Po naciśnięciu klawisza funkcyjnego F6 kursor przechodzi między kolejnymi elementami okna lub pulpitu w systemie operacyjnym Microsoft Windows. W przeglądarkach internetowych przenosi kursor do paska adresowego.

## F7
W Microsoft Office uruchamia sprawdzanie pisowni. W przeglądarce Firefox uruchamia tryb przeglądania z kursorem.

## F8
W środowisku MS DOS rozpoczyna wyświetlanie wszystkich poleceń w buforze historii. Po naciśnięciu tego klawisza funkcyjnego w trakcie uruchamiania systemu Microsoft Windows można uruchomić system w trybie awaryjnym lub przywrócić komputer do stanu ostatniej znanej dobrej konfiguracji.

## F9
W wielu środowiskach programistycznych używany do uruchomienia projektu lub jego kompilacji. W wielu grach odpowiedzialny za funkcję szybkiego wczytania stanu.

## F10
Najczęściej w programie konfiguracyjnym BIOS-u umożliwia wyjście z zapisaniem zmian. W wielu programach dosowych powodował zamknięcie aktualnie uruchomionego programu lub wywołanie menu.

## F11
Klawisz F11 służy do przejścia do widoku pełnego ekranu w przeglądarkach internetowych. W systemie OS X odpowiada za funkcję Exposé. W Microsoft Office w kombinacji z klawiszem Alt uruchamia edytor języka Visual Basic, a w kombinacji z Alt i ⇧ Shift – edytor skryptów.

## F12
Powoduje wyświetlenie okna dialogowego „Zapisywanie jako”. W systemie OS X odpowiada za funkcję Dashboard. W niektórych grach powoduje zapis zrzutu ekranu z gry na dysk.
W przeglądarkach uruchamia system kontroli źródła.